# Павлівка (Володимирський район)
Павлі́вка — село в Володимирському районі Волинської області України. Центр Павлівської громади. Населення становить 827 осіб.
Через село протікає річка Луга з озером проточного типу і річка Стрипа.

## Історія

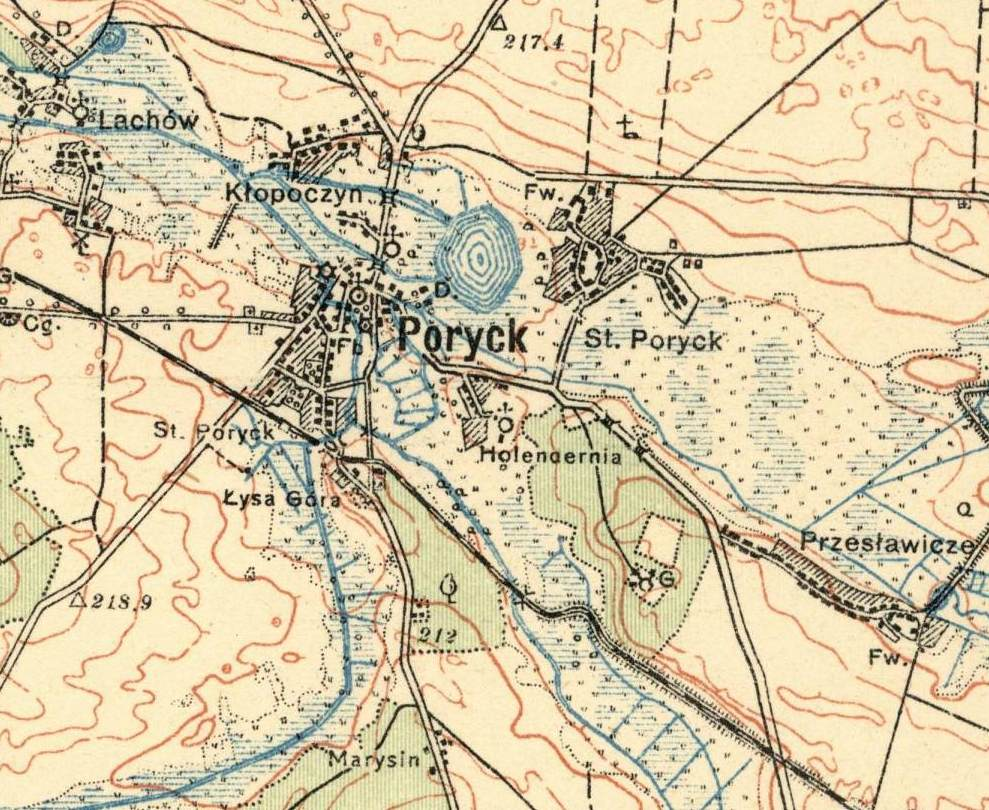
Мапа Порицька (1926)

Перша письмова  згадка про населений пункт 1405 рік, коли коштом Щенсни Чацького був збудований костел Святої Трійці і Святого Міхала . У 1906 році містечко Порицьк Порицької волості Володимир-Волинського повіту Волинської губернії. Відстань від повітового міста 28 верст, від волості 1. Дворів 298, мешканців 2772.
До Другої Світової війни Павлівка була околицею містечка Порицьк — центру однойменного району. Більшість населення містечка становили поляки та євреї. У воєнні роки воно було вщент зруйноване, вціліла єдина околиця — «Павлівка», яка згодом перетворилася на село. 5 квітня 1951 рішенням Президії Верховної Ради УРСР населені пункти Павлівка і Порицьк об'єднані в один — село Павлівка.

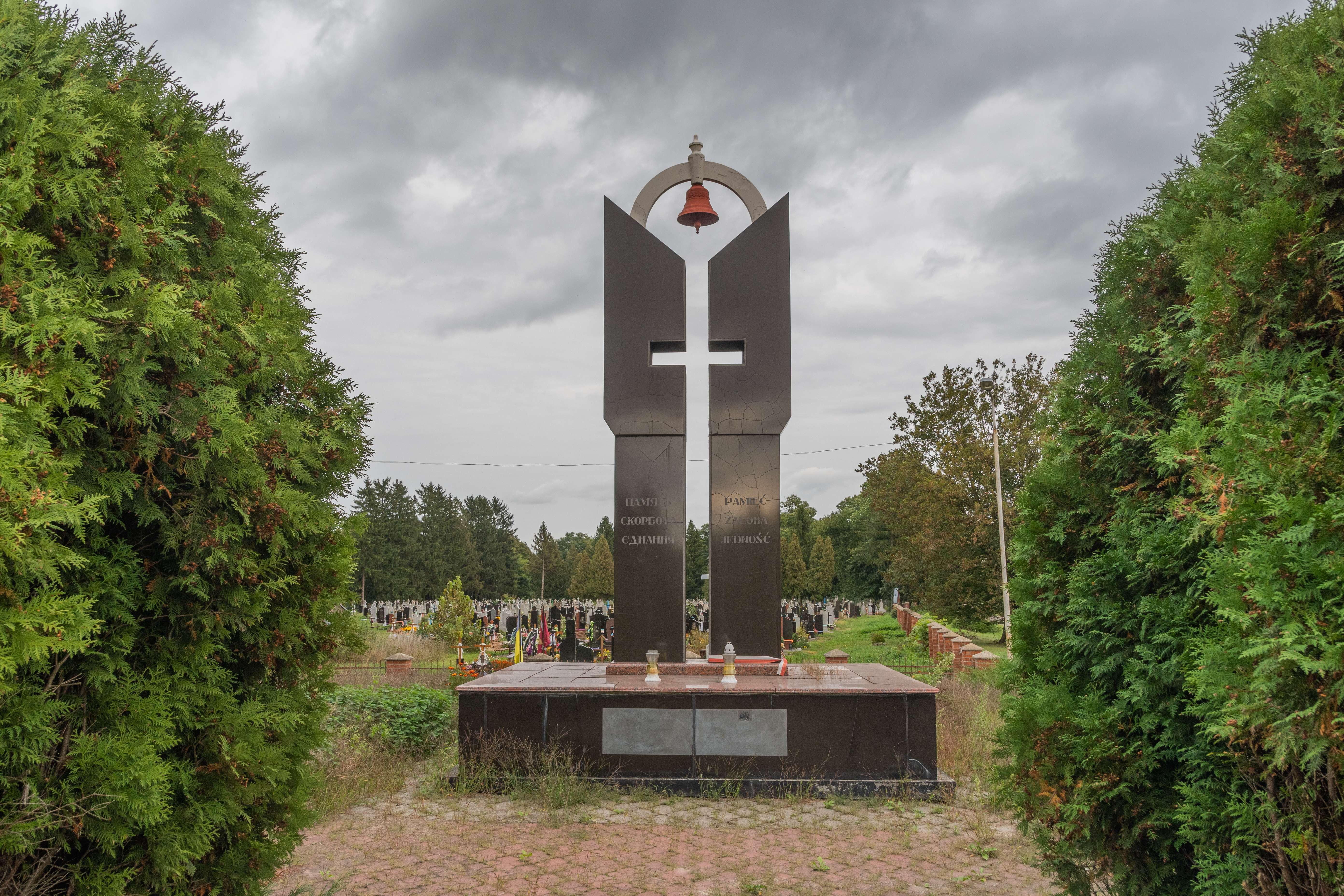
Пам`ятник українсько-польського примирення

11 липня 2003 у с. Павлівка відбулась урочиста зустріч двох президентів — Леоніда Кучми (Україна) і Олександра Кваснєвського (Польща). Зустріч провели як акт примирення з нагоди 60-ї річниці Волинської трагедії. Було встановлено пам'ятну стелу.
6 липня 2013 року в селі знову пройшла міжнародна акція примирення, організована Східноєвропейським національним університетом імені Лесі Українки та Українським католицьким університетом. На цьому заході відбулася зустріч та виступи громадських діячів, науковців й політиків з Києва, Львова, Луцька і Рівного (Україна) та Варшави (Польща). Пройшла спільна молитва, у якій узяли участь представники духовенства РКЦ, УГКЦ, УПЦ КП.
3 листопада 2013 року митрополит Луцький і Волинський Михаїл освятив новозбудований храм Архістратига Михаїла у Павлівці Іваничівського деканату.
12 червня 2020 року, відповідно до розпорядження Кабінету Міністрів України № 708-р «Про визначення адміністративних центрів та затвердження територій територіальних громад Волинської області», увійшло до складу Павлівської сільської територіальної громади.
19 липня 2020 року, в результаті адміністративно-територіальної реформи та ліквідації  Іваничівського району, село увійшло до новоутвореного Володимир-Волинського району (від 18 липня 2022 Володимирського).

## Символіка

### Герб
Щит понижено напіврозтятий і перетятий червоним, зеленим і лазуровим. У першій частині золота гілка хмелю з такими самими листом і шишкою. У другій частині голуб з чорними очима і золотими кігтями. У третій частині золота риба. Поверх вузька хвиляста срібна балка.

### Прапор
Квадратне полотнище складається із двох рівновеликих горизонтальних смуг. Перша складається з двох рівновеликих вертикальних смуг червоного та зеленого кольорів, а друга блакитна. У центрі червоної смуги білий розширений хрест. У центрі полотнища біла хвиляста смуга. Ширина білої смуги становить 1/20 ширини прапора.

## Населення
Згідно з переписом УРСР 1989 року чисельність наявного населення села становила 992 особи, з яких 462 чоловіки та 530 жінок.
За переписом населення України 2001 року в селі мешкало 980 осіб.

### Мова
Розподіл населення за рідною мовою за даними перепису 2001 року:
| Мова       | Відсоток |
| ---------- | -------- |
| українська | 98,91 %  |
| російська  | 0,77 %   |
| вірменська | 0,22 %   |
| білоруська | 0,11 %   |

## Економіка
У Павлівці діє літній табір і санаторій, який належить 5-й шахті № 5 (Нововолинськ). У селі працюють три виробничих підприємства: ТОВ «Павлівський пивзавод» (виробництво пива), ТОВ «Йоданка» (випуск мінеральної води, збагаченої природним йодом, і фруктових вод), ТОВ «Солод» (виробництво солоду), які входили до єдиного виробничого комплексу Павлівського пивоварного заводу, відбудованого в 1958 році.

## Пам'ятки
- Костел — у підземних криптах були поховані власники Порицька Тадеуш, кардинал Влодзімєж Чацький.[17]
- Павлівський заказник — загальнозоологічний заказник місцевого значення.

## Визначні місця

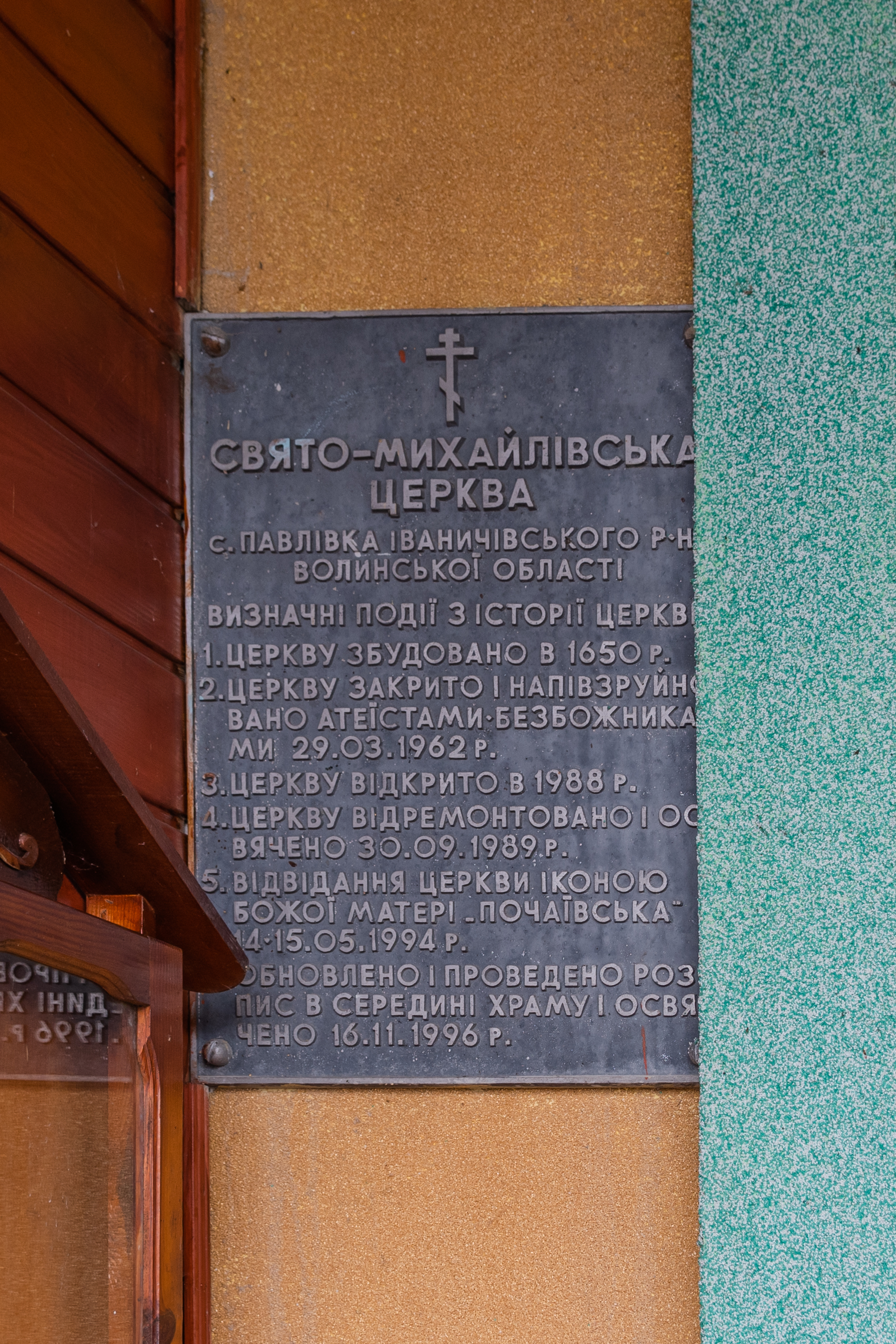
Визначні події з історії Михайлівської церкви

- В селі розташована мурована Михайлівська церква, зведена в середині XVIII століття як костел єзуїтів. Згідно з рішенням № 76 виконкому Волинської обласної ради від 3 квітня 1992 церква має охоронний статус під номером 150-м. [18]

## Відомі люди

### Народились
- Тадеуш Чацький — польський просвітитель, громадський діяч, меценат
- Фелікс Чацький — великий коронний підчаший, батько Тадеуша Чацького.
- Міхал Чацький — великий коронний підчаший, брат Тадеуша Чацького[19].
- граф Влодзімеж Чацький — кардинал РКЦ, син Віктора і Пелагії з князів Сапіг, онук Тадеуша Чацького[20].

## Галерея

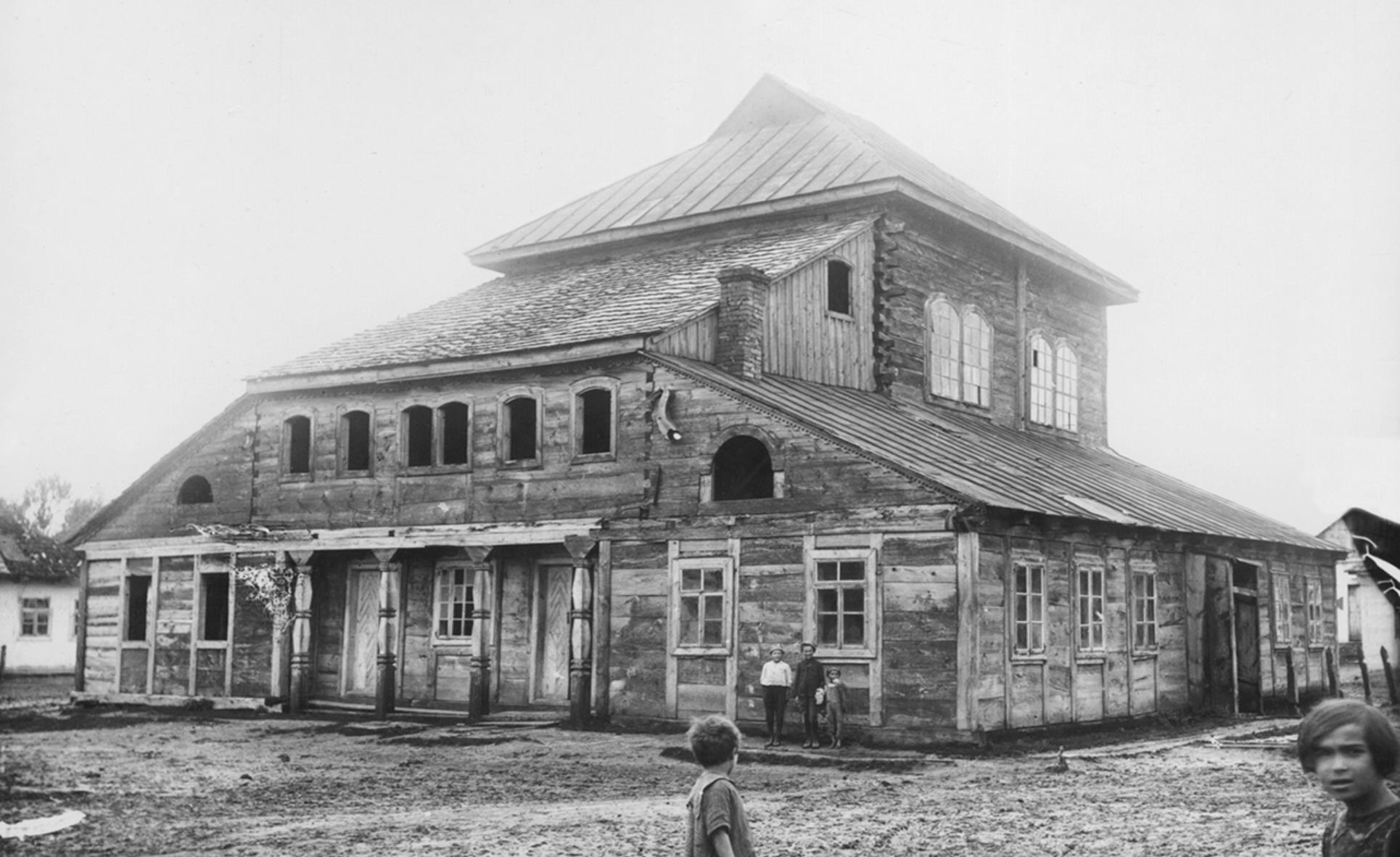
Дерев'яна синагога XVIII ст. у 1920-х роках (зруйнована під час Другої світової війни)
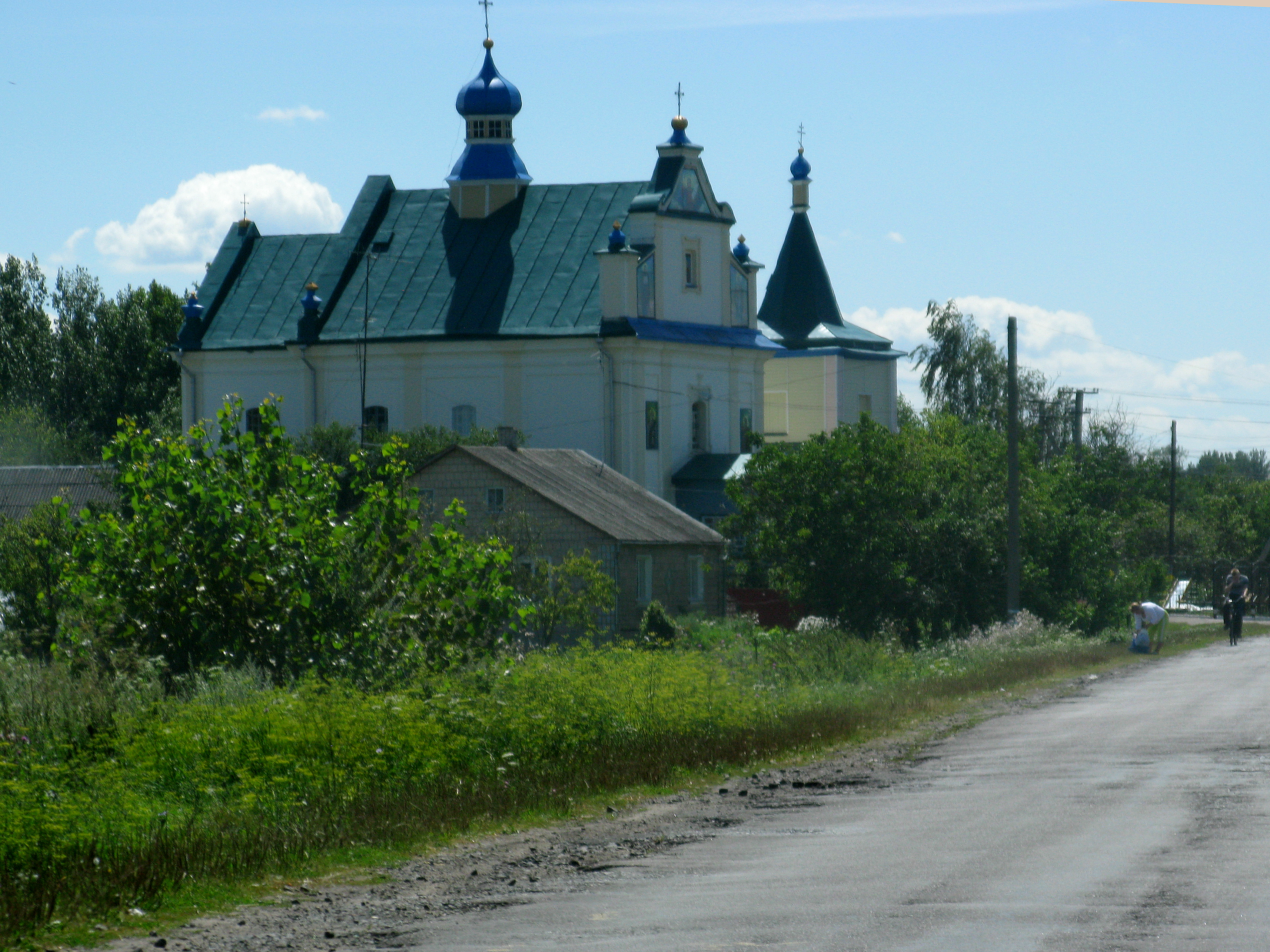
Михайлівська церква - вигляд з півночі у 2013 році
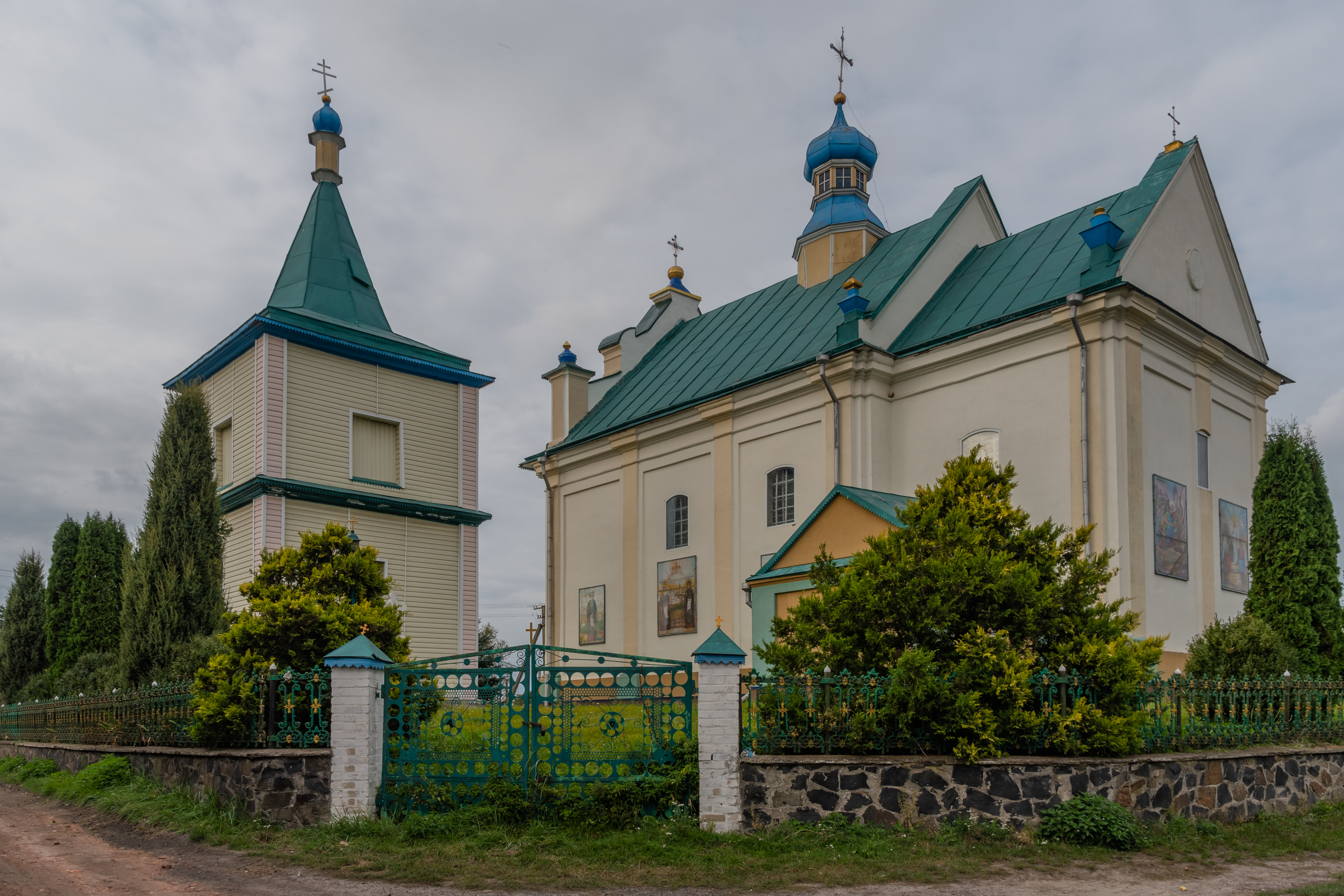
Михайлівська церква - вигляд з південного сходу у 2013 році
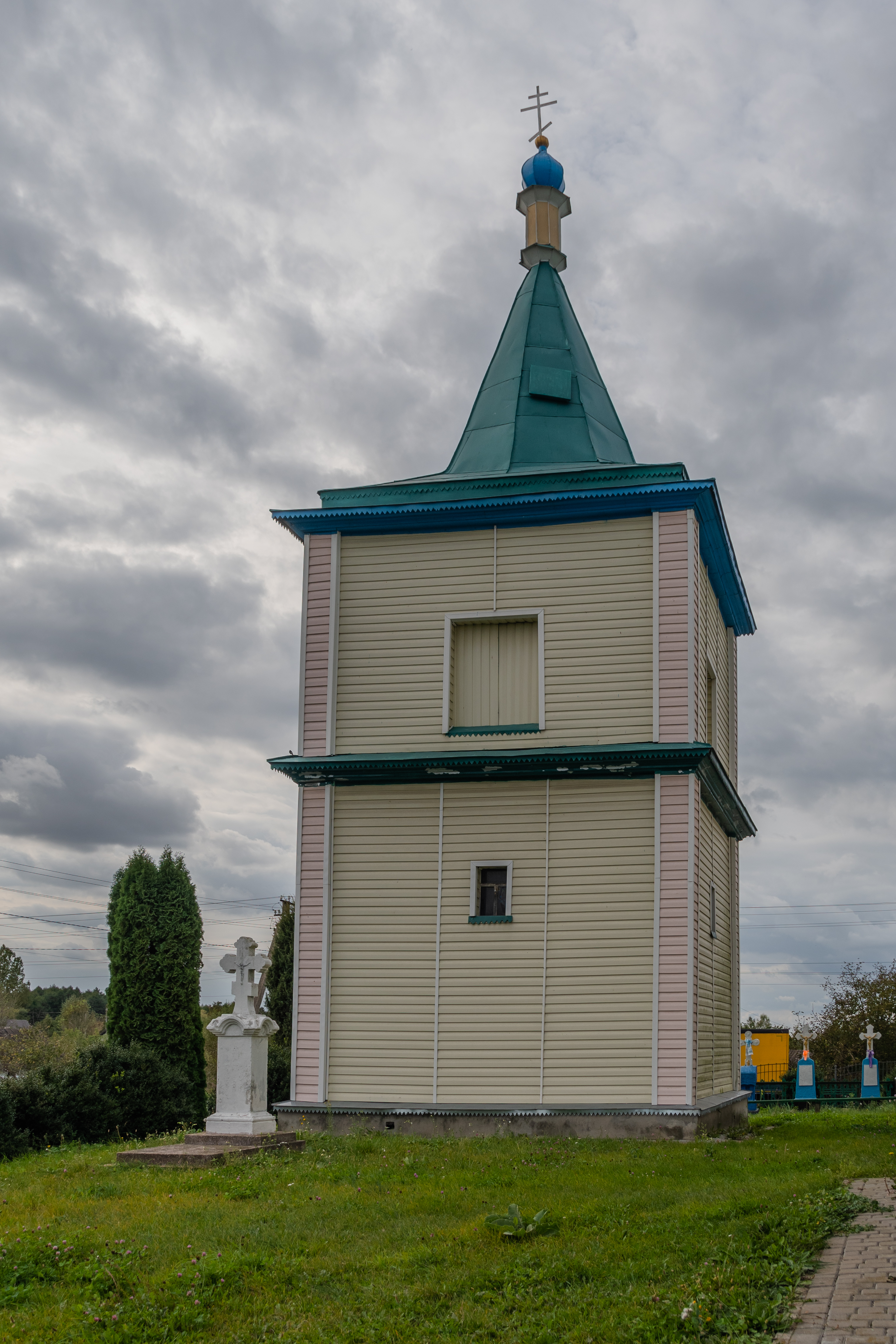
Дзвіниця Михайлівської церкви у 2023 році
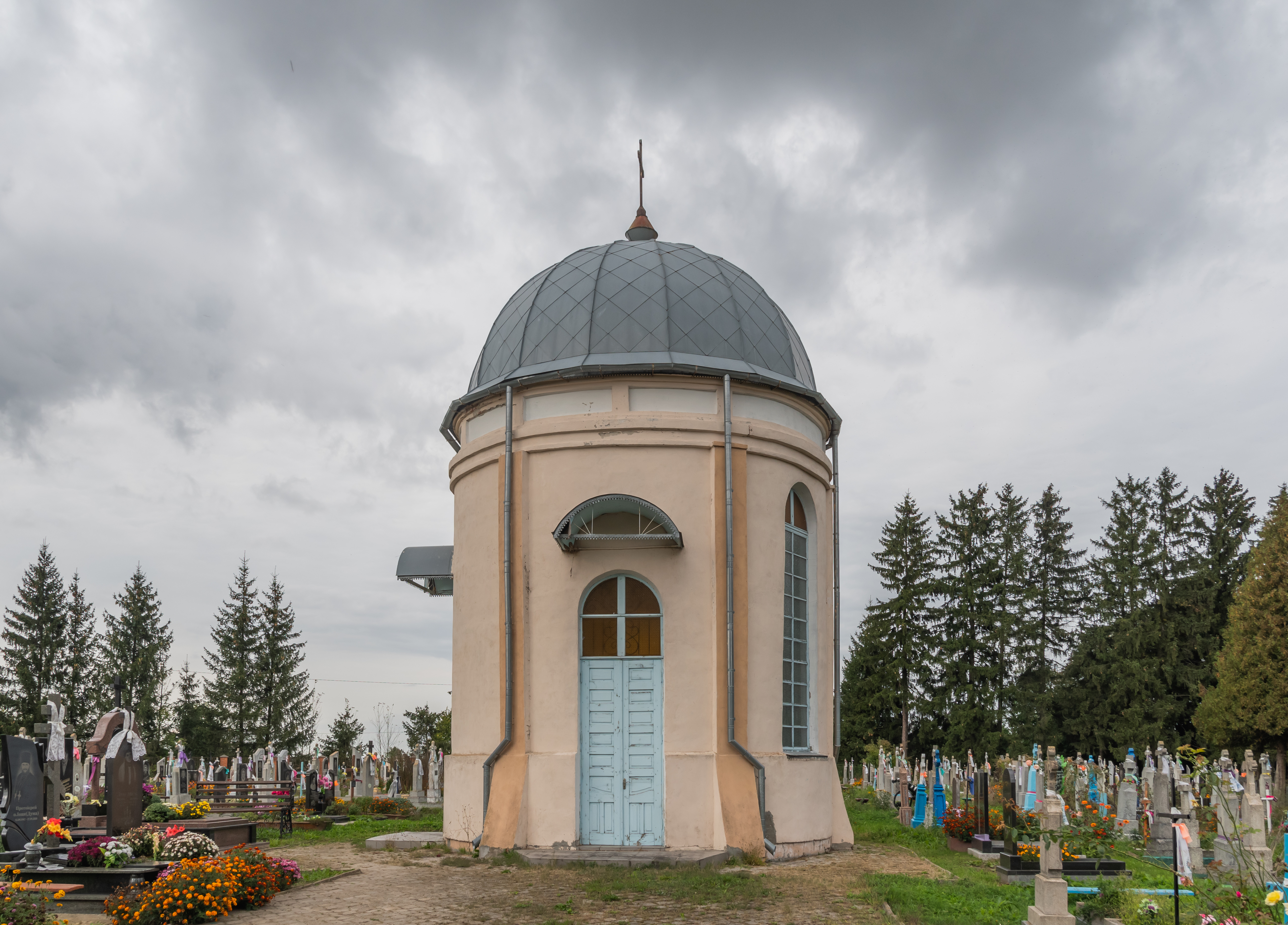
Православна каплиця у 2023 році
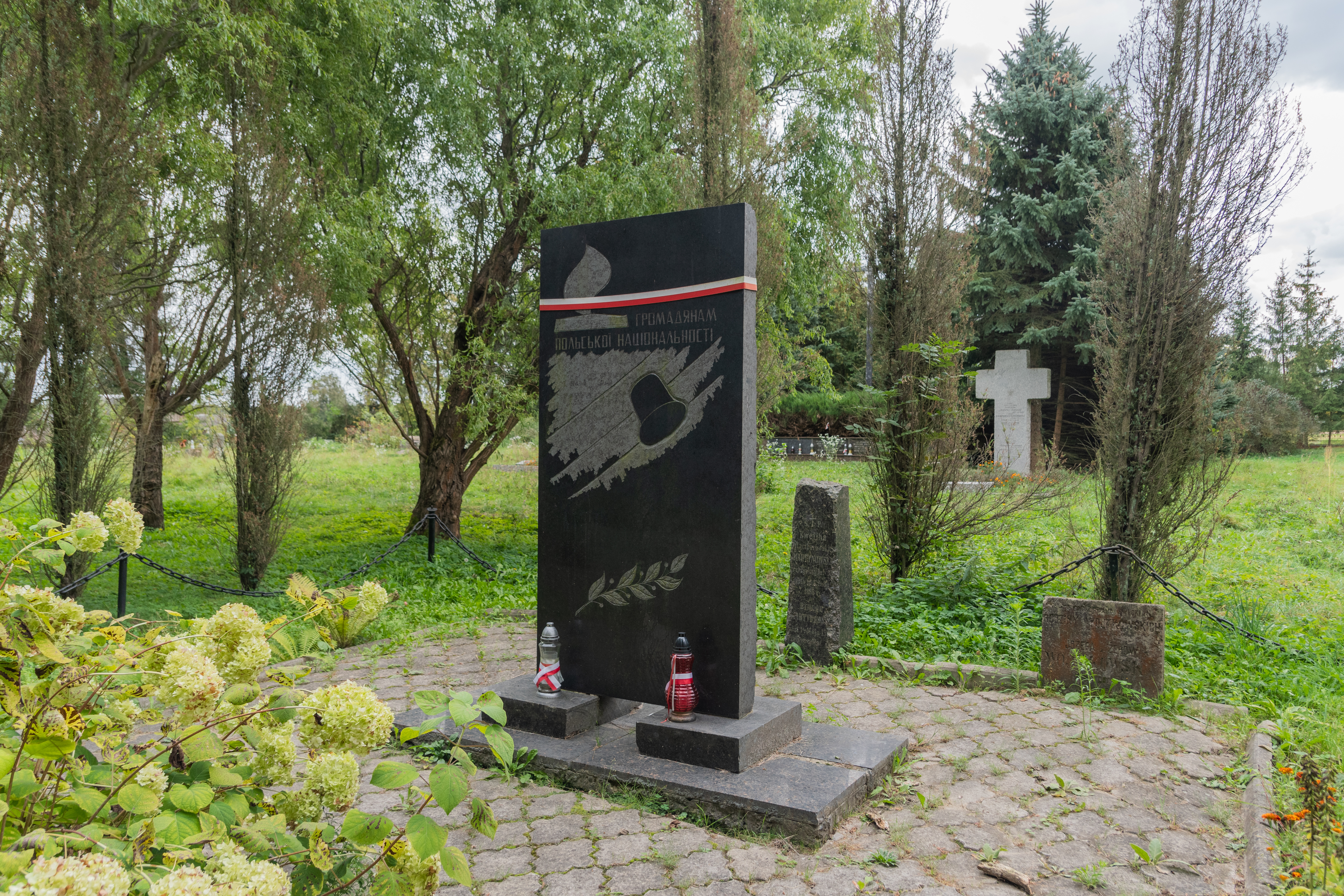
Могила братська поляків — жертв війни - пам'ятник громадянам польської національності
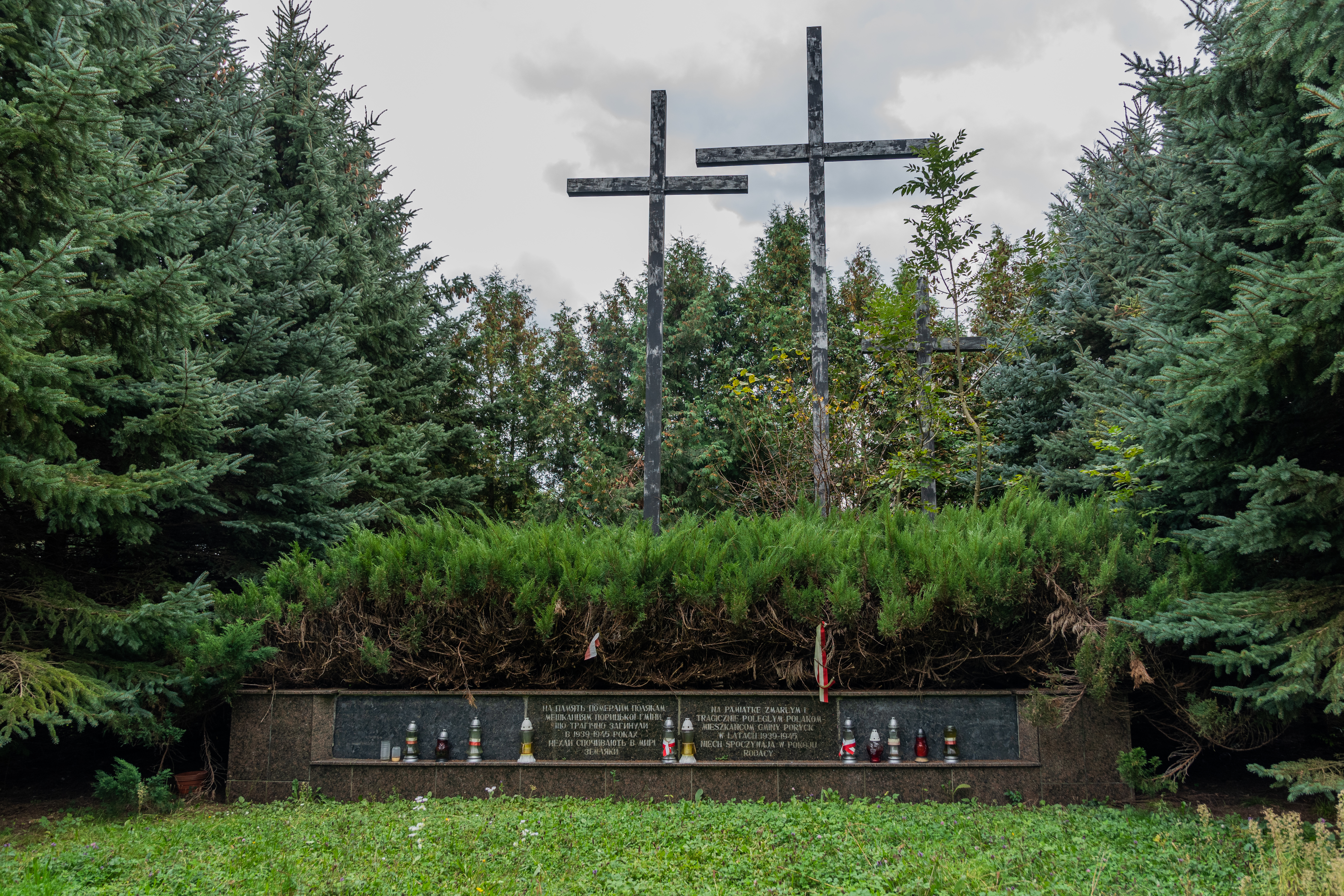
Могила братська поляків — жертв війни - центральна частина польського кладовища
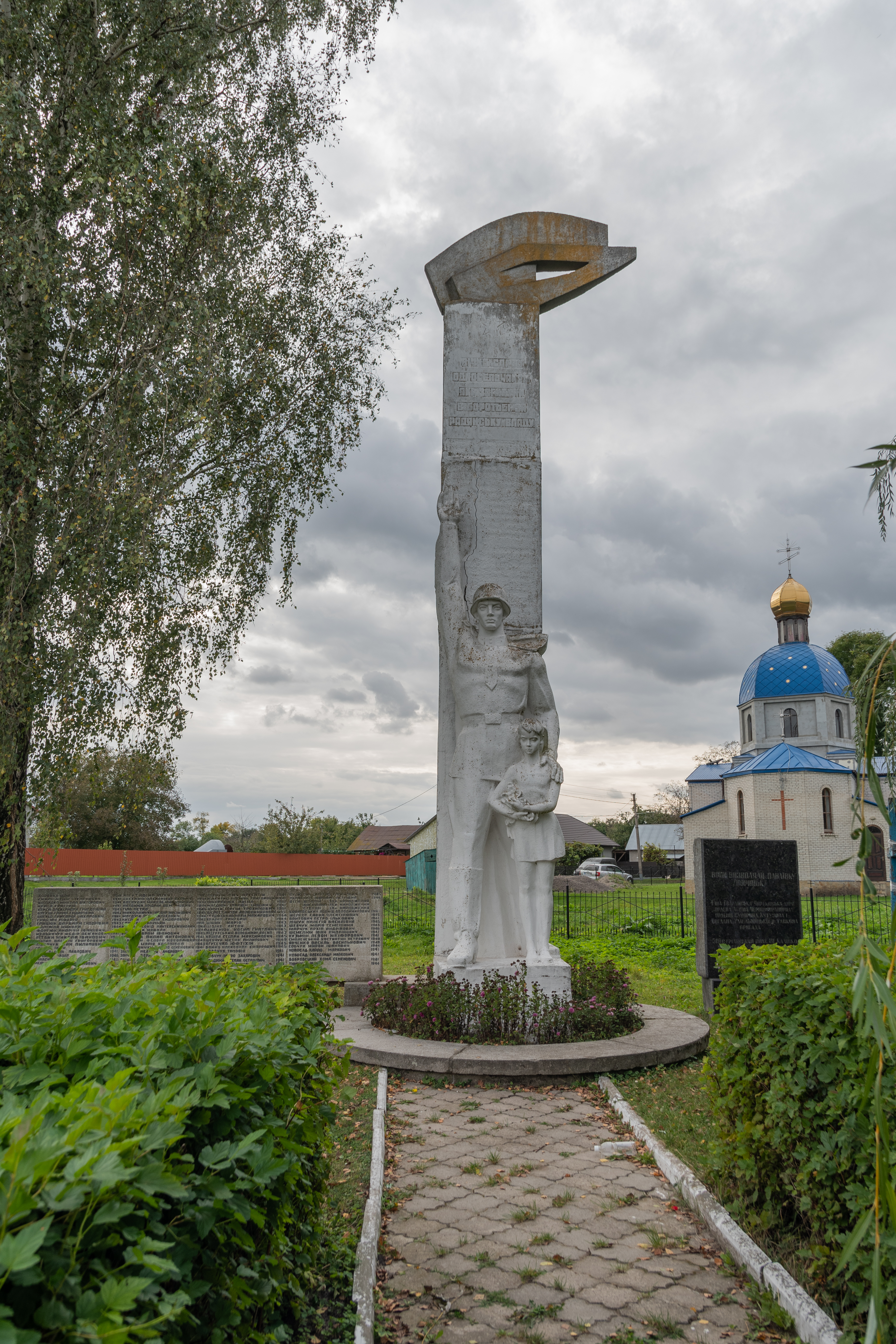
Пам'ятник землякам
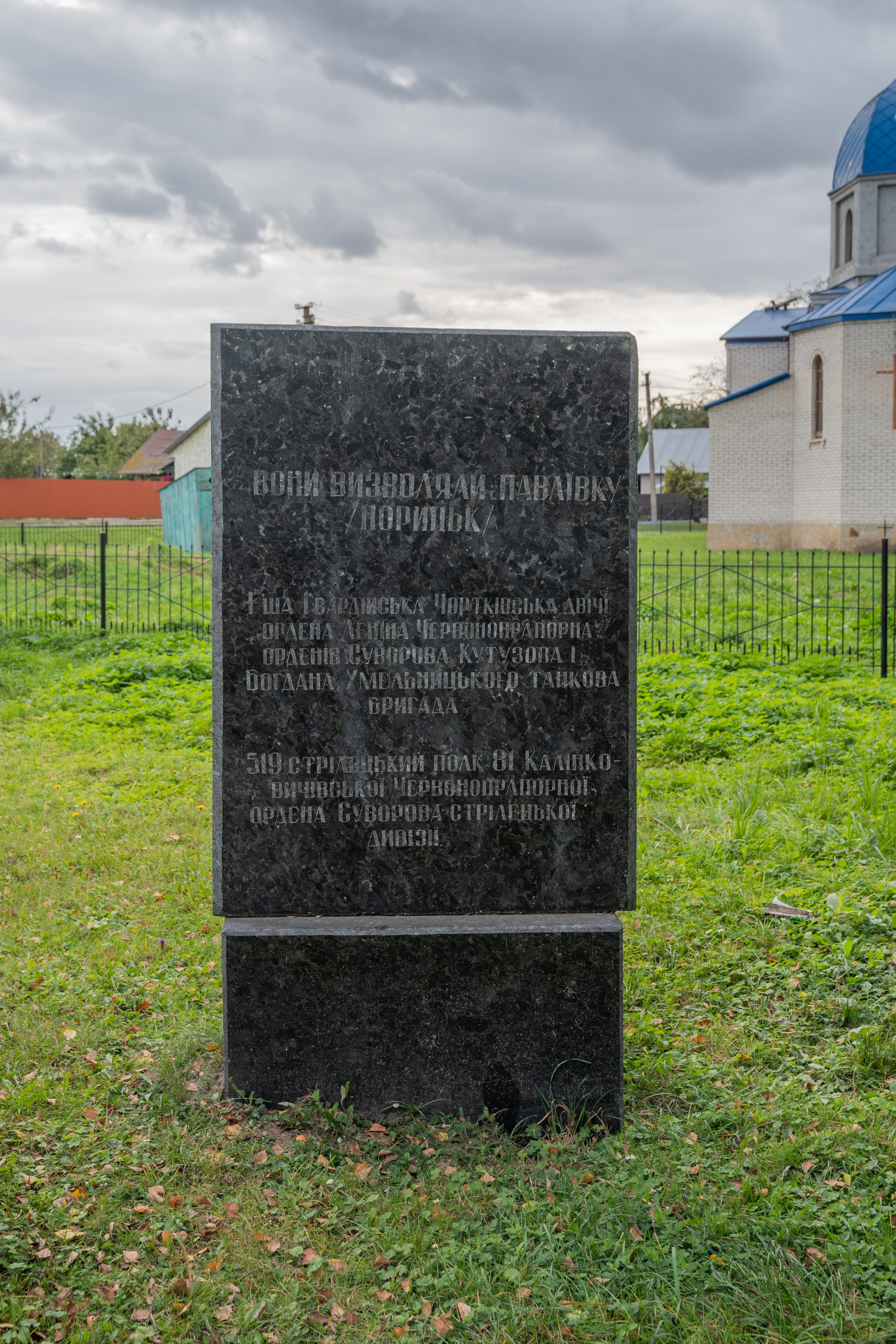
Пам'ятний знак військовим з'єднанням, які визволяли село (вул. Перемоги, біля пам'ятника землякам)
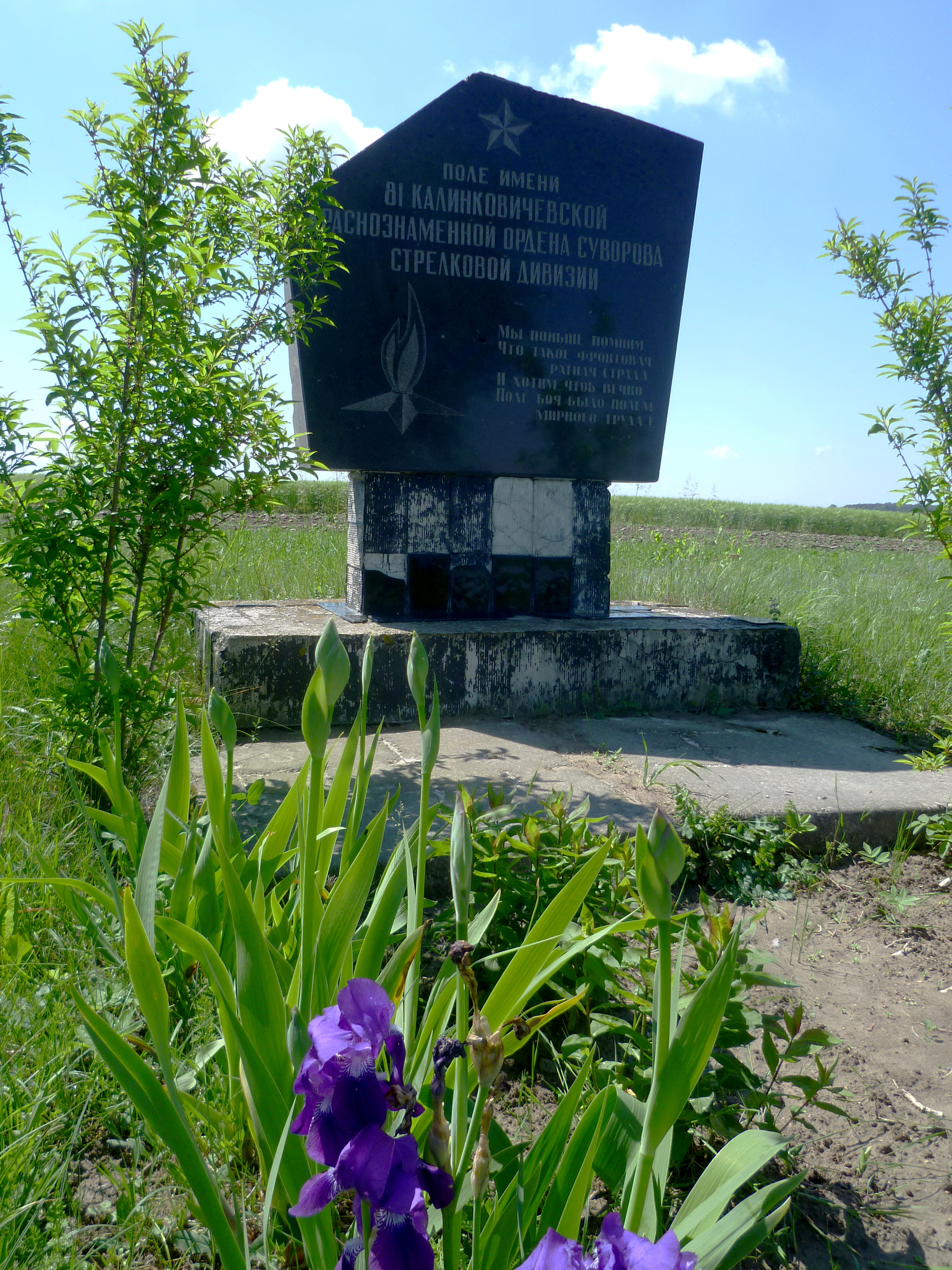
Пам’ятний знак військовим з’єднанням, які визволяли село (перед в'їздом в село зі сторони сел. Іваничі праворуч на полі)